# Horreds socken
Horreds socken i Västergötland ingick i Marks härad, ingår sedan 1971 i Marks kommun och motsvarar från 2016 Horreds distrikt.
Socknens areal är 45,14 kvadratkilometer varav 41,91 land. År 2000 fanns här 1 704 invånare.  Tätorten Horred med sockenkyrkan Horreds kyrka ligger i socknen.   

## Administrativ historik
Socknen har medeltida ursprung.
Vid kommunreformen 1862 övergick socknens ansvar för de kyrkliga frågorna till Horreds församling och för de borgerliga frågorna bildades Horreds landskommun. Landskommunen utökades 1952 och uppgick 1971 i Marks kommun.
1 januari 2016 inrättades distriktet Horred, med samma omfattning som församlingen hade 1999/2000.  
Socknen har tillhört län, fögderier, tingslag och domsagor enligt vad som beskrivs i artikeln Marks härad. De indelta soldaterna tillhörde Älvsborgs regemente, Livkompaniet och Västgöta regemente, Elfsborgs kompani.

## Geografi
Horreds socken ligger nordost om Varberg med Viskan i öster och Stora Horredssjön i väster. Socknen har odlingsbygd i ådalen och vid sjön och är i övrigt en kuperad sjörik skogsbygd.

## Fornlämningar
Boplatser från stenåldern är funna. Från bronsåldern finns gravrösen. Från järnåldern finns gravar.

## Namnet
Namnet skrevs 1393 Hornaryth och kommer från kyrkbyn. efterleden är ryd, 'röjning'. Förleden innehåller horn  och kan syfta på en terrängformation eller vara ett äldre namn, Horne på sjöarna Lilla och Stora Hornsjön och då betyda 'sjön med hor (hörn eller vikar)'.